# Мартинес, Икер
Икер Мартинес де Лисардуй Лисаррибар (исп. Iker Martinez de Lizarduy Lizarribar; род. 16 июня 1977, Сан-Себастьян, Страна Басков) — испанский яхтсмен, шкипер, олимпийский чемпион 2004 года и серебряный призер Олимпийских игр 2008 года в классе 49er.
Участник Volvo Ocean Race 2011/12 и 2014/15.